# Sputnjik 7
Sputnjik 7 je bio prvi sovjetski pokušaj lansiranja sonde prema Veneri.
Sonda je uspješno lansirana 4. veljače 1961., s lansera tipa SL-6/A-2-e. Unutar sonse su se nalazili orbitalna lansirna platforma Tyazheliy Sputnjik 4 i sonda za istraživanje Venere.
Prema planu, četvrti raketni stupanj (raketa Molniya) je trebala lansirati Venerinu sondu nakon jednog kruga oko Zemlje, no upaljač nije proradio, vjerojatno zbog greške u timer-u, pa je letjelica ostala u orbiti oko Zemlje.
Zbog svojih dimenzija (letjelica je imala masu od 6.483 kg), u početku se pretpostavljalo da se radi o neuspjeloj misiji s ljudskom posadom. Sovjeti su kasnije objavili da je misija služila za testiranje orbitalne platforme s koji bi se mogli lansirati međuplanetarne sonde.